# Кроу-Вінг (округ, Міннесота)
Шаблон:StateAbbr_ 46°29′ пн. ш. 94°04′ зх. д. / 46.49° пн. ш. 94.07° зх. д.
Округ Кров-Вінґ (англ. Crow Wing County) — округ (графство) у штаті Міннесота, США. Ідентифікатор округу 27035.

## Історія
Округ утворений 1857 року.

## Демографія
За даними перепису 2000 року
загальне населення округу становило 55099 осіб, зокрема міського населення було 20661, а сільського — 34438.
Серед мешканців округу чоловіків було 27098, а жінок — 28001. В окрузі було 22250 домогосподарств, 15183 родин, які мешкали в 33483 будинках.
Середній розмір родини становив 2,93.
Віковий розподіл населення поданий у таблиці:
| Стать    | До 15 років | 15-21 | 22-29 | 30-39 | 40-49 | 50-65 | 65-85 | Понад 85 |
| -------- | ----------- | ----- | ----- | ----- | ----- | ----- | ----- | -------- |
| Чоловіки | 5623        | 2805  | 2208  | 3568  | 4061  | 4651  | 3833  | 349      |
| Жінки    | 5465        | 2608  | 2155  | 3656  | 4085  | 4804  | 4442  | 786      |

## Суміжні округи
- Ейткін — північний схід
- Мілль-Лак — південний схід
- Моррісон — південний захід
- Кесс — північний захід, північ

## Виноски
1. ↑  US Decennial Census. US Census Bureau. Архів оригіналу за 26 квітня 2015. Процитовано 6 жовтня 2014.
2. ↑  Historical Census Browser. University of Virginia Library. Архів оригіналу за 11 серпня 2012. Процитовано 6 жовтня 2014.
3. ↑  Population of Counties by Decennial Census: 1900 to 1990. US Census Bureau. Архів оригіналу за 4 серпня 2014. Процитовано 6 жовтня 2014.
4. ↑  Census 2000 PHC-T-4. Ranking Tables for Counties: 1990 and 2000 (PDF). US Census Bureau. Архів оригіналу (PDF) за 18 грудня 2014. Процитовано 6 жовтня 2014.
5. ↑  State & County QuickFacts. Бюро перепису населення США. Архів оригіналу за 7 грудня 2015. Процитовано 31 серпня 2013.(англ.) Наведено за англійською вікіпедією.
6. ↑  American FactFinder. Бюро перепису населення США. Архів оригіналу за 29 липня 2011. Процитовано 31 січня 2008.

| США | Це незавершена стаття з географії США. Ви можете допомогти проєкту, виправивши або дописавши її. |